# Bāgli
Bāgli är en ort i Indien.   Den ligger i distriktet Dewas och delstaten Madhya Pradesh, i den centrala delen av landet, 700 km söder om huvudstaden New Delhi. Bāgli ligger 553 meter över havet och antalet invånare är 10 764.
Terrängen runt Bāgli är platt norrut, men söderut är den kuperad. Runt Bāgli är det ganska tätbefolkat, med 124 invånare per kvadratkilometer. Det finns inga andra samhällen i närheten. Omgivningarna runt Bāgli är en mosaik av jordbruksmark och naturlig växtlighet.